# Hrabstwo Huerfano
Hrabstwo Huerfano (ang. Huerfano County) – hrabstwo w stanie Kolorado w Stanach Zjednoczonych. Hrabstwo zajmuje powierzchnię 4126 km². Według szacunków United States Census Bureau w roku 2010 liczyło 6 711 mieszkańców. Siedzibą administracyjną hrabstwa jest Walsenburg.

## Miasta
- La Veta
- Walsenburg